# Личка регимента
Личка регимента (хрв. Lička pukovnija) или Лички пук била је војно-територијална јединица Војне крајине у Хабзбуршкој монархији. Постојала је од 1746. до 1873. године. Обухватала је највећи део Лике и Крбаве, а управно седиште регименте било је у Госпићу. Првобитно се налазила у саставу Карловачког генералата, односно Хрватске војне крајине, а потом је након 1850. године припадала обједињеној Хрватско-славонској војној крајини. Развојачена је 1873. године и укључена у састав новоствореног Личко-оточког окружја.
Становништво Личке регименте чинили су највећим делом Срби и Хрвати, док су преостали део чинили припадници разних народа, који су се као војни часници или службеници досељавали уз других хабзбуршких земаља. Најпознатији православни Србин са тог простора био је Никола Тесла, који је рођен 1856. године управо на подручју Личке регименте, у селу Смиљану код Госпића.

## Историја
Током прве половине 18. века, све крајишке капетаније на подручју Лике и Крбаве налазиле су се у саставу тадашњег Карловачког генералата, односно Хрватске војне крајине. Личка регимента је основана 1746. године, након реорганизације личко-крбавских крајишких јединица. Првобитно се према истоку прострала до планине Пљешевице, која је још од Карловачког мира (1699) представљала границу према османској Босни, а након склапања Свиштовског мира (1791), граница је померена даље према истоку, на горњи ток реке Уне, тако да је Личкој регименти тада прикључено и подручје личког Поуња. 
Према одредбама Пожунског мира, целокупно подручје Личке регименте је током 1806. године заједно са свим крајишким и жупансијксим областима јужно од реке Саве потпало под француску власт, ушавши у састав новостворених Илирских провинција. Хабзбуршка војска је 1813. године поново запоела то подручје, које је ушло у састав Аустријске царевине.
Царским патентом од 7. маја 1850. године, проглашено је ступање на снагу новог крајишког статута, чиме је извршена реформа управе у свим граничарским областима, укључујући и Личку регименту. Након 1860. године, обновљене су политичке расправе и спорови око потенцијалног развојачења Личке регименте и осталих крајишких области, за шта су се залагали политички чиниоци у Загребу, али томе су се противиле војне власти у Бечу, тако да је питање о развојачењу у неколико наврата одлагано.
Током 1873. године спроведена је царска одлука о развојачењу свих пукова у саставу Хрватско-славонске војне крајине, али те области нису одмах прикључене Краљевини Хрватској и Славонији, већ су добиле посебну земаљску управу, која се делила на шест крајишких окружја, међу којима је био и новостворено Личко-оточко окружје, које је образовано на подручју укунутих регименти, Личке и Оточке. Тек 1881. године, сва крајишка окружја прикључена су Краљевини Хрватској и Славонији, која је тиме добила границу на рекама Уни и Сави. У оквирима проширене Краљевине, припојена окружја наставила су да постоје до 1886. годинне, када је жупанијско уређење проширено и на те просторе, чиме је довршен процес интеграције некадашњих крајишких области.